# Плоская Лука
Плоская Лука — деревня в Карамышевской волости Псковского района Псковской области России.
Расположена на левом берегу реки Черёха, в 6 км к юго-западу от села Карамышево и в 38 км к востоку от центра города Пскова.
Численность населения деревни по состоянию на 2000 год составляла 7 человек.